# Juliana
Juliana (Juliana Emma Louise Marie Wilhelmina; 30. travnja 1909. – 20. ožujka 2004.), kraljica Nizozemske, od majčine abdikacije 1948. do vlastite abdikacije 1980. godine.

## Mladost i obrazovanje
Rođena je u Haagu kao jedino dijete kraljice Wilhelmine i njenog supruga, princa Hendrika, vojvode od Mecklenburg-Schwerina.
Po savjetu kraljevninog glavnog učitelja, Jana Ligtharta, u palači je otvorena mala škola kako bi Juliana, kada navrši šest godina, mogla biti obrazovana zajedno s nekoliko druge djece iz plemićkih obitelji. Nakon što je nizozemski ustav odredio da će Juliana biti spremna naslijediti tron kada napuni osamnaest godina, njeno obrazovanje je ubrzano. Nakon osnovnog obrazovanja učila je od privatnih tutora.
Dana 30. travnja 1927. godine proslavila je osamnaesti rođendan, te je tako, prema ustavu, službeno postala punoljetna i ovlaštena da preuzme kraljevske dužnosti, ako to bude potrebno. Dva dana kasnije majka ju je postavila u državno vijeće. Iste godine upisala se u sveučilište u Leidenu, gdje je izučavala sociologiju, pravo, ekonomiju, religiju i povijest. Kroz obrazovanje je učila i o kulturama u Surinamu i Nizozemskim Antilima, o nizozemskim i europskim zakonima, te o islamu, religiji koju slijedi većina naroda u kolonijama njene države.

## Brak
Kako je bio tadašnji običaj, kraljica Wilhelmina je ubrzo započela potragu za suprugom za svoju kćer. To nije bilo lako, pošto je kraljica tražila protestantskog kraljevića koji bi odgovarao očekivanjima nje i strogo religioznog kraljevskog dvora. Razni kraljevići od Ujedinjenog Kraljevstva i od Švedske su bili razmatrani, ali većina je bila odbijena od strane Juliane. Godine 1936. na IV. Zimskim olimpijskim igrama upoznala je kraljevića Bernharda od Lippe-Biesterfelda. Kraljica Wilhelmina ga je vidjela kao dobrog kandidata i dana 8. rujna 1936. godine objavila zaruke između Juliane i Bernharda. U dokumentu potpisanom prije zaruka kraljica Wilhelmina je, ne prepuštajući ništa šansi, svom zetu točno odredila što smije i što ne smije, te koliku količinu novca može očekivati od Juliane.
Objave zaruka prijestolonasljednice i njemačkog kraljevića podijelile su zemlju čiji narod nije vjerovao Njemačkoj pod Adolfom Hitlerom. Prije vjenčanja, dana 24. studenog 1936. godine, Bernhard je dobio nizozemsko državljanstvo i svoje ime prilagodio nizozemskom jeziku. Brak je sklopljen u Haagu 7. siječnja 1937. godine. Izabrani datum predstavljao je 58. godišnjicu vjenčanja Julianinog djeda i bake po majci, Vilima III i Eme od Waldecka. Održano je građansko vjenčanje, a brak je blagoslovljen u haškoj crkvi St. Jacobskerk. Par je za rezidenciju dobio palaču Soestdijk u Baarnu.

## Egzil
Napeta politička situacija u Europi izazvana prijetećim rastom nacizma u Njemačkoj u Nizozemskoj je bila još više uzdrmana nakon što je Adolf Hitler dao za naslutiti da je nedavno sklopljeni kraljevski brak zapravo alijansa između Nizozemske i Njemačke. Kraljica Wilhelmina je odmah burno reagirala i javno opovrgla Hitlerove tvrdnje, ali incident je već bio uzrokovao nezadovoljstvo njenim odabirom supruga za Julianu. Postpuno otkrivanje detalja Bernhardove prošlosti doprinosilo je negodovanju naroda. Mišljenje naroda o njemu promijenit će se na bolje nakon njemačkog napada 10. svibnja 1940. godine.
Kada je otpočeo Drugi svjetski rat i njemačka okupacija Nizozemske, Juliana i Bernhard su odlučili pobjeći zajedno sa svojim kćerima u Ujedinjeno Kraljevstvo. Juliana je tu ostala mjesec dana, nakon čega je otišla u Kanadu, u Ottawu.
Nakon rođenja Julianinog trećeg djeteta, generalni guverner Kanade, tada Alexander Cambridge, grof od Athlonea, proglasio je sobu u kojoj je kraljevna Juliana rodila kćer privremeno dijelom nizozemskog teritorija, kako bi novorođenče bilo isključivo nizozemsko i da bi tako imala mjesto u nasljednom nizu za tron iste.
Dana 2. svibnja 1945. godine vojnim zrakoplovom, zajedno sa svojom majkom, vratila se na oslobođen teritorij Nizozemske i uspostavila privremenu vladu. Svoju zahvalnost Kanađanima izrazila je slanjem 100,000 tulipana Ottawi. Sljedeće godine poslala je 20,500 lukovica tulipana, s molbom da dio lukovica bude posađen ispred bolnice u kojoj je rodila svoje treće dijete, te obećanjem da će slati tulipane svake godine svoga života kao znak zahvalnosti. Od tada, Ottawa svake godine ugošćuje Festival tulipana.

## Povratak u Nizozemsku
Dana 2. kolovoza 1945. godine Juliana i ostatak kraljevske obitelji ponovno se našao na nizozemskom tlu. Njena djeca, koja su u Kanadi pohađala javnu školu i vodila život tipične američke obitelji, sada su se susretala s kraljevskim običajima i manirima koje su morali naučiti, iako Juliana na to nikada nije obraćala pažnju.
Tijekom svoje posljednje trudnoće zarazila se rubeolama. Djevojčica rođena 1947. godine, nazvana Christina, s kataraktama u oba oka. Djevojčica je bila potpuno slijepa u jedno oko, a drugo je bilo teško oštećeno. Juliana je tijekom njenog djetinjstva pokušavala na sve načine izliječiti kćer, te je pokušavala i s mjerama alternativne medicine, oslanjajući se na razne vračeve, od kojih je najznačajnija bila Greet Hofmans, što je za vrijeme njene vladavine ugrozilo njenu poziciju kraljice i izazvalo ustavnu krizu. Za vrijeme Julianine opsesije izlječenjem kćeri, kraljević Bernhard je planirao razvod, ali je kasnije odustao od njega.

## Vladavina
Tijekom nekoliko tjedana u jesen 1947. godine i opet u 1948. godini Juliana je vršila dužnosti regenta u ime svoje bolesne majke. Neovisnost Indonezije viđena je kao velika ekonomska katastrofa za Nizozemsku. S gubitkom ove velike kolonije, kraljica Wilhelmina je izrazila svoju želju za adbikacijom. Dana 6. rujna 1948. godine Juliana je ustoličena kao kraljica u Amsterdamu. Dana 27. prosinca 1949. godine kraljica Juliana je potpisala dokumente kojima je priznala neovisnu Indoneziju.
Kćerina sljepoća i rastući utjecaj Greete Hofmans, koja se bila uselila u palaču, negativno su utjecali na bračni odnos kraljevskog para. Za nekoliko godina je kontroverza po pitanju Greet Hofmans, ispočetka držana u tajnosti, isplivala na površinu i, proširena medijima, postala državni problem. 
U noći 31. siječnja 1953. godine Nizozemsku je pogodila najjača oluja u prethodnih pet stotina godina. Više od dvije tisuće ljudi se utopilo, a deset tisuća ostalo zarobljeno i okruženo vodom, nakon što su se srušile brane i more potopilo veliki dio zemlje. Kraljica je osobno, odjevena u čizme i stari kaput, nosila hranu i odjeću žrtvama poplave, što je uveliko povećalo njenu popularnost i bacilo sjenu zaborava na skandale vezane uz Greet Hofmans.
Međutim, već 1963. godine nizozemsku monarhiju potresla je još jedna kriza; kraljičina kćer Irene je prešla na katoličanstvo, te se, bez dopuštenja parlamenta, 29. travnja 1964. godine udala za Carlosa Hugu, burbonskog katoličkog kraljevića. Nizozemski narod je još uvijek bio svjestan krvavih ratova za neovisnost koji su vođeni protiv katoličke Španjolske. Mediji su žestoko kritizirali monarhiju zato što je dopustila da se to dogodi, i to u toj mjeri da je Julianina abdikacija postala očekivana. Julianu je na tronu sačuvala tek njena popularnost stečena u mladosti i u početku vladavine.
Još jedan veoma sličan skandal izbio je kada su u srpnju 1965. godine objavljene zaruke princeze prijestolonasljednice Beatrix i njemačkog diplomata, Clausa von Amsberga. Prijestolonasljedničin zaručnik je bio član Hitlerove mladeži i postojala je sumnja da je nacist. Mnogo ljutih Nizozemaca prosvjedovalo je na ulicama protiv ovog braka, kojeg su smatrali izdajom. Pobunjenici nisu tražili od Juliane da abdicira, možda zato što bi onda tron naslijedila kraljevna Beatrix koja je bila stvarni razlog njihovog bijesa, ali su počeli preispitivati vrijednost monarhije. Nakon pokušaja da spriječi sklapanje braka, Juliana je popustila i dozvolila vjenčanje, zbog kojeg su ljudi počeli misliti kako će njena nalsjednica biti posljednji monarh iz dinastije Oranje-Nassau.
Rođenje sina kraljevne Beatrix, prvog muškog nasljendnika nizozemskog trona u 116 godina, princa Willema-Alexandera, predstavljalo je veliko veselje u kraljevskoj obitelji. Rođenje kraljevića, kao i poboljšavanje položaja Nizozemske na ekonomskom planu, zaustavilo je prosvjede i negodovanja vezana uz kraljevnin brak.
Skandal je opet potresao kraljevsku obitelj kada je otkriveno da je Julianin suprug primio mito vrijedno 1,1 milijun američkih dolara od strane američke aviokompanije, Lockheed Corporation, kako bi nagovorio nizozemsku vladu da kupi njihov ratni zrakoplov. Ubrzo se saznalo i za dvije vanbračne kćeri koje je Bernhard dobio za vrijeme braka s Julianom. U jeku skandala Bernhard je dao ostavku na svoje razne vojne i političke funkcije. 

## Od abdikacije do smrti
Dana 30. travnja 1980. godine, na svoj 71. rođendan, kraljica Juliana je potpisala dokument o abdikaciji čime je tron prepustila svojoj najstarijoj kćeri Beatrix.
Sredinom 1980-ih Julianino zdravlje se počelo narušavati i ona je prestala sudjelovati u javnim ceremonijama. U intervju 2001. godine Bernhard je priznao da bivša kraljica više ne prepoznaje vlastitu obitelj.
Umrla je u snu 20. ožujka 2004. godine od komplikacija nastalih upalom pluća.
Za razliku od svoje majke, kraljica Juliana je balzamirana i 30. ožujka sahranjena pored kraljice Wilhelmine. Osam mjeseci kasnije pored kraljice Juliane je sahranjen njen suprug, Bernhard.